# Morreira
Morreira, é uma povoação portuguesa do Município de Braga que foi sede da extinta Freguesia de Morreira, freguesia que tinha 3,6 km² de área e 747 habitantes (2011), e, por isso, uma densidade populacional de 207,5 hab/km².
A Freguesia de Morreira foi extinta em 2013, no âmbito de uma reforma administrativa nacional, tendo sido agregada à freguesia de Trandeiras, para formar uma nova freguesia denominada União das Freguesias de Morreira e Trandeiras da qual é a sede.

## População
| População da freguesia de Morreira(1864 – 2011) | População da freguesia de Morreira(1864 – 2011) | População da freguesia de Morreira(1864 – 2011) | População da freguesia de Morreira(1864 – 2011) | População da freguesia de Morreira(1864 – 2011) | População da freguesia de Morreira(1864 – 2011) | População da freguesia de Morreira(1864 – 2011) | População da freguesia de Morreira(1864 – 2011) | População da freguesia de Morreira(1864 – 2011) | População da freguesia de Morreira(1864 – 2011) | População da freguesia de Morreira(1864 – 2011) | População da freguesia de Morreira(1864 – 2011) | População da freguesia de Morreira(1864 – 2011) | População da freguesia de Morreira(1864 – 2011) | População da freguesia de Morreira(1864 – 2011) |
| ----------------------------------------------- | ----------------------------------------------- | ----------------------------------------------- | ----------------------------------------------- | ----------------------------------------------- | ----------------------------------------------- | ----------------------------------------------- | ----------------------------------------------- | ----------------------------------------------- | ----------------------------------------------- | ----------------------------------------------- | ----------------------------------------------- | ----------------------------------------------- | ----------------------------------------------- | ----------------------------------------------- |
| 1864                                            | 1878                                            | 1890                                            | 1900                                            | 1911                                            | 1920                                            | 1930                                            | 1940                                            | 1950                                            | 1960                                            | 1970                                            | 1981                                            | 1991                                            | 2001                                            | 2011                                            |
| 515                                             | 478                                             | 368                                             | 391                                             | 408                                             | 415                                             | 436                                             | 476                                             | 553                                             | 589                                             | 662                                             | 849                                             | 869                                             | 796                                             | 747                                             |

## História
O documento mais antigo que se conhece mencionando a localidade data de 1029 e refere-se com a designação de Vila Cova. Antes de 28 de Julho de 1180, D. Afonso Henriques fez desta localidade uma "honra".
Em 1220, surge como São Miguel de Vila Cova e, setenta anos depois, em 1290, aparece já como paróquia. Em 1528, diz estar anexa ao Mosteiro de Oliveira, da terra de Vermoim, e, em 1749, é conhecida como São Miguel Vila Cova da Morreira.
São Miguel é o patrono da localidade que actualmente é designada só por Morreira
Segundo contam os antigos, aquando a reconstrução da igreja matriz da povoação, foi encontrada uma pedra triangular que se mantinha de pé e apresentava uma pequena cavidade no centro. Essa pedra suscitou a estranheza e um certo fascínio às gentes locais que, a partir daí, passaram a utilizá-la como vazo, onde colocavam o azeite para acender a lamparina do Santíssimo.
Este facto pode também explicar a designação da Igreja Vila Cova da Morreira. No entanto, existe uma lenda segundo a qual o topónimo da localidade deriva do facto de a mesma estar situada entre dois morros, pois esta é a versão que se enquadra perfeitamente às características do povoado.
Morreira é uma localidade 70 por cento rural, ocupando cerca de 300 hectares sendo, por isso, uma das nove maiores localidades do concelho de Braga em termos de área geográfica.